# Vamos a llevarnos bien
Vamos a llevarnos bien es un programa de televisión producido por RTVE y emitido por La 1 de Televisión Española. El formato se estrenó el 7 de febrero de 2023 con Ana Morgade, aunque tras su estreno fue cancelado. Más tarde, se decidió recuperar el programa para la época estival, esta vez con Lorena Castell y en la franja de late-night, del 20 de julio al 31 de agosto.   

## Equipo

### Presentadora
| Edición        | 1    | 2    | 2    |
| Año            | 2023 | 2023 | 2024 |
| -------------- | ---- | ---- | ---- |
| Ana Morgade    |      |      |      |
| Lorena Castell |      |      |      |

### Colaboradores
| Edición         | 1    | 2    | 2    |
| Año             | 2023 | 2023 | 2024 |
| --------------- | ---- | ---- | ---- |
| Álex O'Dogherty |      |      |      |
| Ares Teixidó    |      |      |      |
| Aníbal Gómez    |      |      |      |
| Abril Cols      |      |      |      |
| Marina Rivers   |      |      |      |

## Invitados

### Temporada 1 (2023)
| Invitado/a          | Profesión                     | Programa |
| ------------------- | ----------------------------- | -------- |
| Bárbara Rey         | Vedette y personaje mediático | 1        |
| Luis Zahera         | Actor                         | 1        |
| Antonio de la Torre | Actor                         | 1        |
| Blanca Paloma       | Cantante                      | 1        |

## Temporadas y episodios
| Temporada | Temporada | Episodios | Estreno              | Final                | Audiencia media |
| --------- | --------- | --------- | -------------------- | -------------------- | --------------- |
|           | 1         | 1         | 7 de febrero de 2023 | 7 de febrero de 2023 | 486 000 (4,8%)  |
|           | 2         | 9         | 20 de julio de 2023  | 24 de junio de 2024  | 287 000 (6,7%)  |

### Temporada 1 (2023)
| Programa | Participantes                                                        | Ganador/a  | Día de emisión       | Audiencia      |
| -------- | -------------------------------------------------------------------- | ---------- | -------------------- | -------------- |
| 1        | Miki Nadal, La Terremoto de Alcorcón, María Gómez y Miguel Maldonado | Miki Nadal | 7 de febrero de 2023 | 486 000 (4,8%) |

### Temporada 2 (2023)
| Programa | Participantes                         | Participantes                              | Día de emisión       | Audiencia      |
| -------- | ------------------------------------- | ------------------------------------------ | -------------------- | -------------- |
| 1        | Edu Soto y Palomo Spain               | Yolanda Ramos y Carolina Iglesias          | 20 de julio de 2023  | 457 000 (8,7%) |
| 2        | Kiko Rivera y Marta Torné             | Manuel Díaz '"El Cordobés" y Laura Sánchez | 27 de julio de 2023  | 306 000 (7,3%) |
| 3        | Fran Perea y Adriana Torrebejano      | María del Monte y Carlos Baute             | 3 de agosto de 2023  | 314 000 (7,0%) |
| 4        | Bibiana Fernández y Eduardo Navarrete | Esther Arroyo y Rossy de Palma             | 10 de agosto de 2023 | 305 000 (6,3%) |
| 5        | Jessica Goicoechea y Jedet            | Silvia Alonso y Miki Nadal                 | 17 de agosto de 2023 | 287 000 (6,3%) |
| 6        | Norma Duval y Manu Baqueiro           | Virginia Riezu y Leo Harlem                | 24 de agosto de 2023 | 301 000 (6,8%) |
| 7        | Victoria Martín y Goyo Jiménez        | Camela                                     | 31 de agosto de 2023 | 266 000 (6,1%) |
| 8        | Macarena Gómez y Petra Martínez       | Omar Montes y María Gómez                  | 17 de junio de 2024  | 231 000 (7,1%) |
| 9        | Andy y Lucas                          | La Terremoto de Alcorcón y María Peláe     | 24 de junio de 2024  | 119 000 (4,4%) |